# Trans Pennine Trail
De Trans Pennine Trail is een wandelroute in Engeland over het Penninisch Gebergte. De Trail bestaat uit meerdere deelroutes. De langste loopt van de oostkust naar de westkust en meet 348 km. In Barnsley kruist dit met de noord-zuidroute. Het grootste deel van de route (288 km) maakt deel uit van de Europese wandelroute E8 die van Ierland naar Turkije loopt.
De route is geschikt voor zowel wandelaars, fietsers als ruiters.